# 悲華經
《悲華經》，總共有十卷，是大乘佛教經典，由北涼曇無讖漢譯。此經中介紹了阿彌陀佛與觀世音菩薩，大勢至菩薩，文殊師利菩薩，普賢菩薩，彌勒菩薩，阿閦如來的來歷，也說明了釋迦牟尼佛出現在世間的原因與因緣。本佛經也有1梵文本、2藏傳譯本，收於大正藏本緣部。

## 版本
本經雖然譯出的很早，但在漢傳佛教中並沒有得到很高的重視，明末有蕅益大師曾經為此經做序。

### 漢譯
- 《悲華經》，十卷，北涼曇無讖漢譯
- 《大乘悲分陀利經》，八卷，譯者失傳

漢譯版本中，本經共分六品，分為轉法輪品、陀羅尼品、大施品、諸菩薩本受記品、檀波羅密品、入定三昩門品。

### 藏譯
藏譯本由印度僧侶勝友（梵Jinamitra）、天主覺（梵Surendra-bodhi）、智慧鎧（梵Prajñā-varman），及西藏翻譯官智慧軍（藏Ye-śes-sde）共譯而成，分為15卷5品。

### 梵文本
1898年，印度佛教學者達斯（Das, Bahu Sarat Chandra）發表了梵文本，分為五品：轉法輪、陀羅尼、棄施、菩薩授記、布施等五品。